# Connaught Type-D GT Syracuse
Der Connaught Type-D war ein geplanter Sportwagen des britischen Automobilherstellers Connaught und sollte in Llanelli in Wales gebaut werden.
Das Fahrzeug wurde 2004 angekündigt, der Produktionsbeginn war für das Jahr 2006 geplant. Der Type-D sollte ein Gran Turismo mit 2+2 Sitzplätzen werden, angetrieben von einem Hybrid-Antrieb. Mit diesem Konzept war Connaught seiner Zeit voraus, erst 2011 kam mit dem Fisker Karma ein Fahrzeug mit ähnlichem Konzept auf den Markt.
Auch weitere technische Lösungen des Connaught waren ungewöhnlich. So wollte man statt auf konventionelle Akkus auf Superkondensatoren setzen und der Verbrennungsmotor sollte ein eigens entwickelter, sehr kompakter V10-Motor mit Aluminiummotorblock werden.
Für einen Viersitzer ist der Type-D mit 4,25 m Länge sehr kompakt, etwa ebenso lang wie der damalige Opel Astra. Der V10-Motor ist hinter der Vorderachse als Frontmittelmotor eingebaut und treibt die Hinterachse über ein manuell zu schaltendes Fünfgang-Getriebe und ein Sperrdifferential an. Dank einer leichten Aluminium-Karosserie sollte der Wagen ein Leergewicht von unter einer Tonne erreichen.
Aufgrund von Schwierigkeiten mit dem Hybridantrieb sollte die Produktion zunächst mit dem Type-D GT Syracuse beginnen, einer auf 100 Exemplare limitierten Edition, die nur von einem Verbrennungsmotor angetrieben wird und auf den Elektroantrieb verzichtet. Der V10-Motor mit zwei Litern Hubraum und einem Zylinderbankwinkel von 22,5° sollte, um ausreichend Leistung zu liefern, von einem Kompressor aufgeladen werden und so 223 KW (entspricht 303 PS oder 299 bhp) erreichen.
Die Hybridvariante sollte unter dem Namen Type-D h später folgen, jedoch erreichte der Type-D nie die Serienfertigung. Ein erstes Testfahrzeug hatte noch einen Ford-Motor zur Erprobung, dennoch scheint es auch einen Prototyp mit funktionsfähigem V10 gegeben zu haben.

## Technische Daten
| Kenngrößen                                  | Type-D h                     |
| Motorkenndaten                              |                              |
| Motortyp                                    | V10-Ottomotor                |
| Hubraum                                     | 2000 cm³                     |
| max. Leistung                               | 223 kW (300 PS) bei 7000/min |
| max. Drehmoment                             | 371 Nm bei 3000/min          |
| Kraftübertragung                            |                              |
| Antrieb, serienmäßig                        | Hinterradantrieb             |
| Getriebe, serienmäßig                       | 5-Gang-Schaltgetriebe        |
| Messwerte                                   |                              |
| Höchstgeschwindigkeit                       | 273 km/h                     |
| Beschleunigung, 0–100 km/h                  | unter 5,0 s                  |
| Kraftstoffverbrauch auf 100 km (kombiniert) |                              |
| CO2-Emission (kombiniert)                   |                              |
| Tankinhalt                                  | 73 l                         |